# Cis hanseni
Cis hanseni es una especie de coleóptero de la familia Ciidae.

## Distribución geográfica
Habita en la isla de Selandia (Dinamarca).